# دانشگاه سنت اندروز
دانشگاه سنت اندروز (به انگلیسی: University of St Andrews) یک دانشگاه تحقیقاتی دولتی در سنت اندروز واقع در شهرستان فایف اسکاتلند است که در سال ۱۴۱۳ میلادی بنیان‌نهاده شده‌است. سنت اندروز قدیمی‌ترین دانشگاه از چهار دانشگاه باستانی اسکاتلند است و پس از دانشگاه‌های آکسفورد و کمبریج، سومین دانشگاه قدیمی در جهان انگلیسی‌زبان است. سنت اندروز همراه با دانشگاه‌های گلاسکو، ادینبرو و ابردین در روشنگری اسکاتلند در قرن هجدهم تأثیرگذار بود.

## رتبه علمی
بر اساس امتیازبندی راهنمای دانشگاه‌های روزنامه‌های گاردین و تایمز، دانشگاه سنت اندروز یکی از ممتازترین دانشگاه‌های بریتانیا است. به‌طور سنتی برخی از اعضای خانواده سلطنتی بریتانیا در دانشگاه سنت اندروز تحصیلات عالی خود را می‌گذرانند. برای مثال شاهزاده ویلیام در سال ۲۰۰۵ با درجه کارشناسی از دانشگاه سنت اندروز فارغ‌التحصیل شده‌است.

## مرکز مطالعات خاورمیانه، آسیای میانه، و قفقاز
مرکز مطالعات خاورمیانه، آسیای میانه، و قفقازِ این دانشگاه (مخفف: MECACS) به ریاست علی مسعود انصاری و همکارانش از مراکز مهم پژوهش در مورد ایران و خاورمیانه است.

## دکتری‌های افتخاری سرشناس

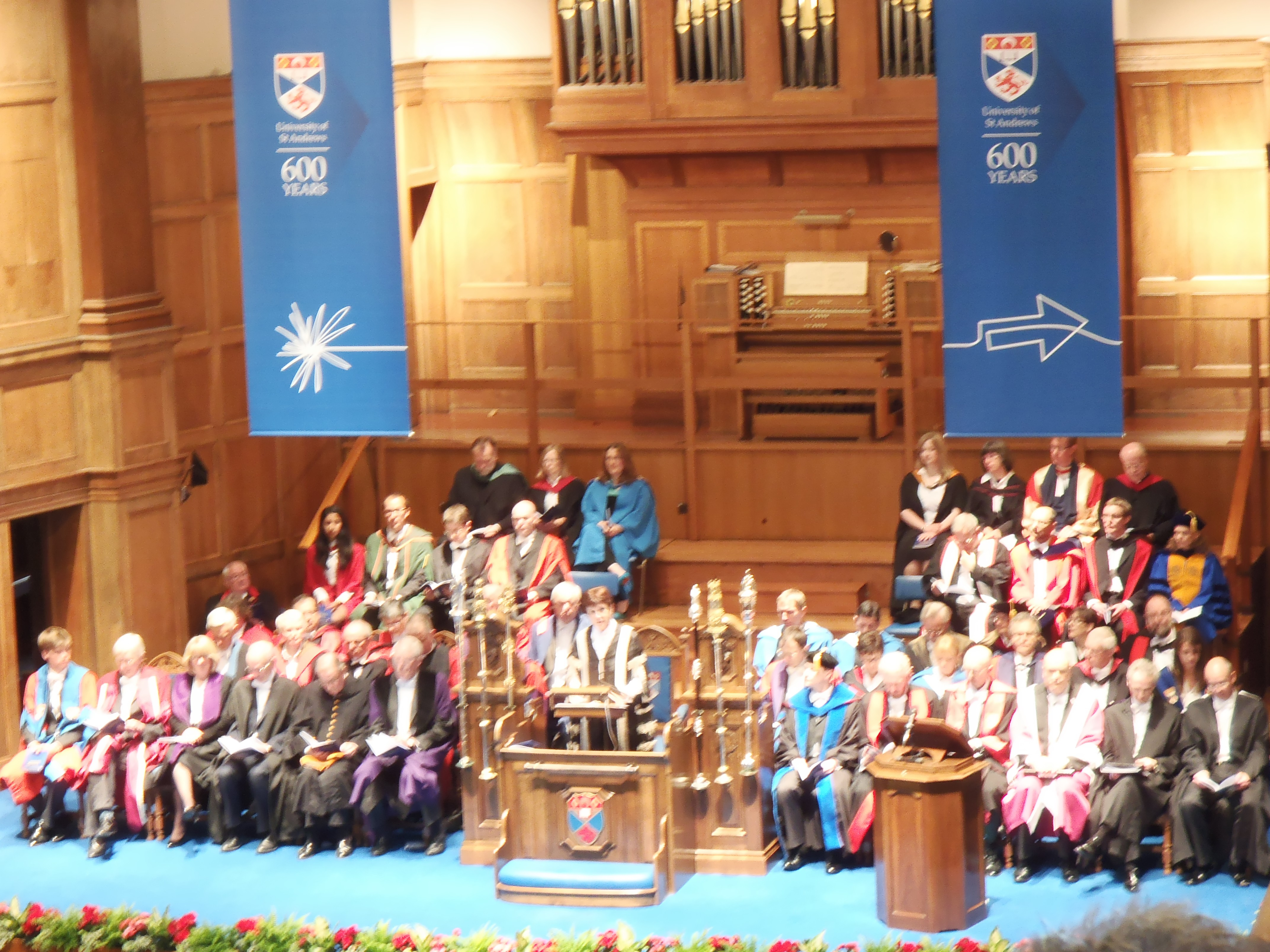
۲۰۱۳ - یک جشن فارغ‌التّحصیلی و اهدای مدرک افتخاری در تالار یانگر در ششصدسالگی دانشگاه سنت اندروز

۱۷۵۹بنجامین فرانکلین
۱۸۹۳جوزف استیونسن
۱۹۱۲گئورگ کانتور
۱۹۷۱مگی اسمیت
۱۹۹۶مارتا نوسبوم
۱۹۹۸شان کانری
۲۰۰۰جی.کی. رولینگ
۲۰۰۴باب دیلن
۲۰۰۵شیموس هینی
۲۰۰۶سیّد محمّد خاتمی
۲۰۰۷لیزا جاردین
۲۰۱۰آروو پرت
۲۰۱۱دیوید اتنبرو
۲۰۱۲نوام چامسکی
۲۰۱۳هیلاری کلینتون
۲۰۱۶نیل گیمن
۲۰۱۷بهرام بیضاییا
۲۰۱۹مایکل کوک

### توضیحات
1. ↑  اعطای دکتری افتخاری به محمد خاتمی، رئیس‌جمهوری پیشین ایران، به سال ۲۰۰۶ در سطح بریتانیا و جهان موافقان و مخالفانی داشت، و باعث اعتراض برخی گروه‌های دفاع از حقوق بشر و برخی اعضا مجلس نمایندگان بریتانیا و گروه‌های اپوزسیون ایرانی مخالف جمهوری اسلامی شد.

### ارجاعات
1. ↑  "University coat of arms". Archived from the original on 5 June 2011. Retrieved 10 September 2013.
2. ↑  "History of the University". Archived from the original on 11 September 2013. Retrieved 10 September 2013.
3. 1 2  "Reports and Financial Statements of the University Court for the year to 31 July 2023" (PDF). University of St Andrews. Archived from the original (PDF) on 22 December 2023. Retrieved 22 December 2023.
4. 1 2  "Who's working in HE?". www.hesa.ac.uk. Retrieved 11 March 2024.
5. 1 2 3  "Where do HE students study? | HESA". hesa.ac.uk. Higher Education Statistics Agency.
6. ↑  University guide | EducationGuardian.co.uk
7. ↑  «How others see us | University of St Andrews». بایگانی‌شده از اصلی در ۱۲ فوریه ۲۰۰۸. دریافت‌شده در ۶ فوریه ۲۰۰۸.
8. ↑  BBC NEWS | UK | William graduates from St Andrews
9. ↑  «Welcome to the official website of the British Monarchy». بایگانی‌شده از اصلی در ۲۸ دسامبر ۲۰۰۷. دریافت‌شده در ۶ فوریه ۲۰۰۸.
10. ↑  «Institute of Middle East, Central Asia and Caucasus Studies (MECACS)». بایگانی‌شده از اصلی در ۲۶ دسامبر ۲۰۰۷. دریافت‌شده در ۶ فوریه ۲۰۰۸.
11. ↑  «نسخه آرشیو شده». بایگانی‌شده از اصلی در ۲۷ آوریل ۲۰۱۷. دریافت‌شده در ۷ ژوئن ۲۰۱۷.
12. ↑  http://cinemastandrews.org.uk/stars/honorary-degrees-and-the-star-figure/
13. ↑  «نسخه آرشیو شده». بایگانی‌شده از اصلی در ۱۷ مارس ۲۰۱۸. دریافت‌شده در ۷ ژوئن ۲۰۱۷.
14. ↑  «نسخه آرشیو شده». بایگانی‌شده از اصلی در ۳۰ اکتبر ۲۰۱۶. دریافت‌شده در ۷ ژوئن ۲۰۱۷.
15. ↑  «نسخه آرشیو شده». بایگانی‌شده از اصلی در ۱۸ اوت ۲۰۱۶. دریافت‌شده در ۷ ژوئن ۲۰۱۷.
16. ↑  دکترای افتخاری دانشگاه سنت اندروز به خاتمی اعطا شد - بی‌بی‌سی فارسی
17. ↑  خاتمی در اسکاتلند: اعتراض گروه‌های مخالف جمهوری اسلامی - بی‌بی‌سی فارسی
18. 1 2 3 4 5 6 7  «نسخه آرشیو شده». بایگانی‌شده از اصلی در ۷ ژوئیه ۲۰۱۶. دریافت‌شده در ۵ ژوئن ۲۰۱۷.
19. ↑  فهرست دکتری‌های افتخاری سال 2017 دانشگاه سنت اندروز[پیوند مرده]

1. دانشگاه سنت اندرزو اسکاتلند